# Dataløn
 Der er for få eller ingen kildehenvisninger i denne artikel, hvilket er et problem. Du kan hjælpe ved at angive troværdige kilder til de påstande, som fremføres i artiklen.

Visma DataLøn A/S er en dansk leverandør af HR-software og lønadministration under den norske softwarekoncern Visma. Virksomheden har hovedkontor i København og beskæftiger omkring 190 medarbejdere (2025), heraf ca. 40 ved Randers-kontoret. DataLøn er blandt de mest anvendte lønsystemer i Danmark og bruges primært af små og mellemstore virksomheder (SMV’er) på tværs af brancher som handel, produktion, service og medlemsorganisationer. Løsningen producerer over 500.000 lønsedler hver måned og integrerer med en lang række regnskabsprogrammer og ERP-systemer.  

## Historie
- **1969** – Multidata oprettes som en afdeling i PBS med fokus på udvikling af lønsystemer.[1]
- **2003** – Multidata udskilles som selvstændig virksomhed.[1]
- **2012** – Navneændring til Bluegarden som led i en reorganisering.[1]
- **2017** – Visma opkøber Bluegarden, som på det tidspunkt er markedsleder i lønadministration i Danmark.[1]
- **2020** – Opdeling i to selskaber: Visma DataLøn og Visma Enterprise.[1]
- **2021** – Fusion med ProLøn under navnet Visma DataLøn & ProLøn A/S.[1]
- **2025** – Navneskift til Visma DataLøn A/S.[1]

## Betydning og anvendelse
DataLøn bruges af virksomheder til lønkørsel, tidsregistrering og HR-administration. Systemet er særligt populært blandt SMV’er, hvor det reducerer administrative opgaver via automatisering og integrationer til regnskabsprogrammer, ERP-systemer og tidsregistreringsværktøjer.  
Over 7 ud af 10 danskere har modtaget en lønseddel gennem DataLøn eller dets forgængere, hvilket gør løsningen til en af de mest betydningsfulde aktører på det danske lønmarked.

## Produkter og services
- **DataLøn** – Kerneprodukt til digital lønadministration med automatiseret indberetning til myndigheder.
- **SmartLøn** – Mobilapp til tidsregistrering, fraværsregistrering og adgang til digitale lønsedler.
- **Lønguiden** – Online portal med opdaterede overenskomster, skatteregler og HR-juridisk indhold.
- **LønAdministration** – Fuld outsourcing af lønadministration, inkl. rådgivning inden for personalejura.
- **DataLøn Tid** – Cloud-baseret løsning til tidsregistrering af timer, ferie, udlæg og kørsel.

Alle produkter er 100 % cloud-baserede (SaaS) og tilbyder API-integration til eksterne systemer. Platformen producerer over 500.000 lønsedler hver måned.

## Kernefunktioner i DataLøn
- Automatiseret lønkørsel og digital indberetning til myndigheder
- API-integration med regnskabs- og ERP-systemer
- Real-time opdatering af skatte- og overenskomstdata
- Support for SMV’er og medlemsorganisationer
- Compliance med GDPR og ISO 27001

## Dataløn Branche (tidligere ProLøn)
Dataløn Branche, tidligere kendt som ProLøn, er en specialiseret lønservice og del af Visma DataLøn A/S, der tilbyder branchetilpassede lønmoduler. Løsningen blev udviklet med fokus på små og mellemstore virksomheder, foreninger og organisationer, som har behov for lønsystemer, der tager højde for specifikke overenskomster og arbejdsmarkedsvilkår.  
ProLøn blev stiftet i 1989 og havde hovedkontor i Randers. I 2021 fusionerede ProLøn med DataLøn under navnet Visma DataLøn & ProLøn A/S. I forbindelse med navneskiftet til Visma DataLøn A/S i 2025 blev ProLøn-brandet erstattet af navnet Dataløn Branche.  
Løsningen bruges bredt inden for brancher som:
- Håndværk og byggeri
- Transport og logistik
- Detailhandel
- Landbrug og fødevarer
- Medlemsorganisationer og foreninger

Dataløn Branche understøtter over 1.500 forskellige overenskomster, tilbyder integrationer til fagspecifikke systemer og håndterer automatiseret indberetning til relevante myndigheder. Platformen anvendes af tusindvis af virksomheder og foreninger i hele Danmark.

## Nøgletal og markedsposition
- **Antal kunder:** ca. 60.000
- **Lønsedler pr. måned:** >500.000
- **Antal ansatte:** ca. 190 (2025)
- **Omsætning:** 426 mio. kr. (2024)
- Randers-kontoret supporterer ca. 11.000 kunder med 150.000 registrerede ansatte.

## Teknologi og innovation
DataLøn er en cloud-baseret SaaS-platform, der kombinerer:
- Automatisering af lønkørsler
- API-integrationer til ERP, regnskabsprogrammer og tidsregistreringssystemer
- Digital indberetning til myndigheder (SKAT, ATP m.fl.)
- Realtidsopdatering af skatte- og overenskomstregler
- Sikkerhedsstandarder som GDPR, ISAE 3000 og ISO 27001

## Vigtige milepæle
- 1969 – Multidata oprettes under PBS
- 2003 – Multidata udskilles som selvstændig virksomhed
- 2012 – Navneændring til Bluegarden
- 2017 – Opkøb af Visma
- 2020 – Opdeling i Visma DataLøn og Visma Enterprise
- 2021 – Fusion med ProLøn
- 2025 – Navneskift til Visma DataLøn A/S

## Kundesegmenter og geografi
DataLøn henvender sig til små og mellemstore virksomheder i Danmark inden for handel, produktion, service og medlemsorganisationer.  
Virksomheden har kontorer i København (Carlsberg Byen) og Randers.

## Ejerskab og koncernrelation
Visma DataLøn A/S er en del af Visma, som er en førende softwarekoncern i Norden og Europa. Visma ejer flere danske softwarevirksomheder, herunder Dinero, e-conomic og Visma Enterprise, hvilket giver DataLøn adgang til et bredt teknologisk økosystem.